# Sicyos urolobus
Sicyos urolobus är en gurkväxtart som beskrevs av Hermann August Theodor Harms. Sicyos urolobus ingår i släktet hårgurkor, och familjen gurkväxter. Inga underarter finns listade i Catalogue of Life.